# 岩倉駅 (山口県)

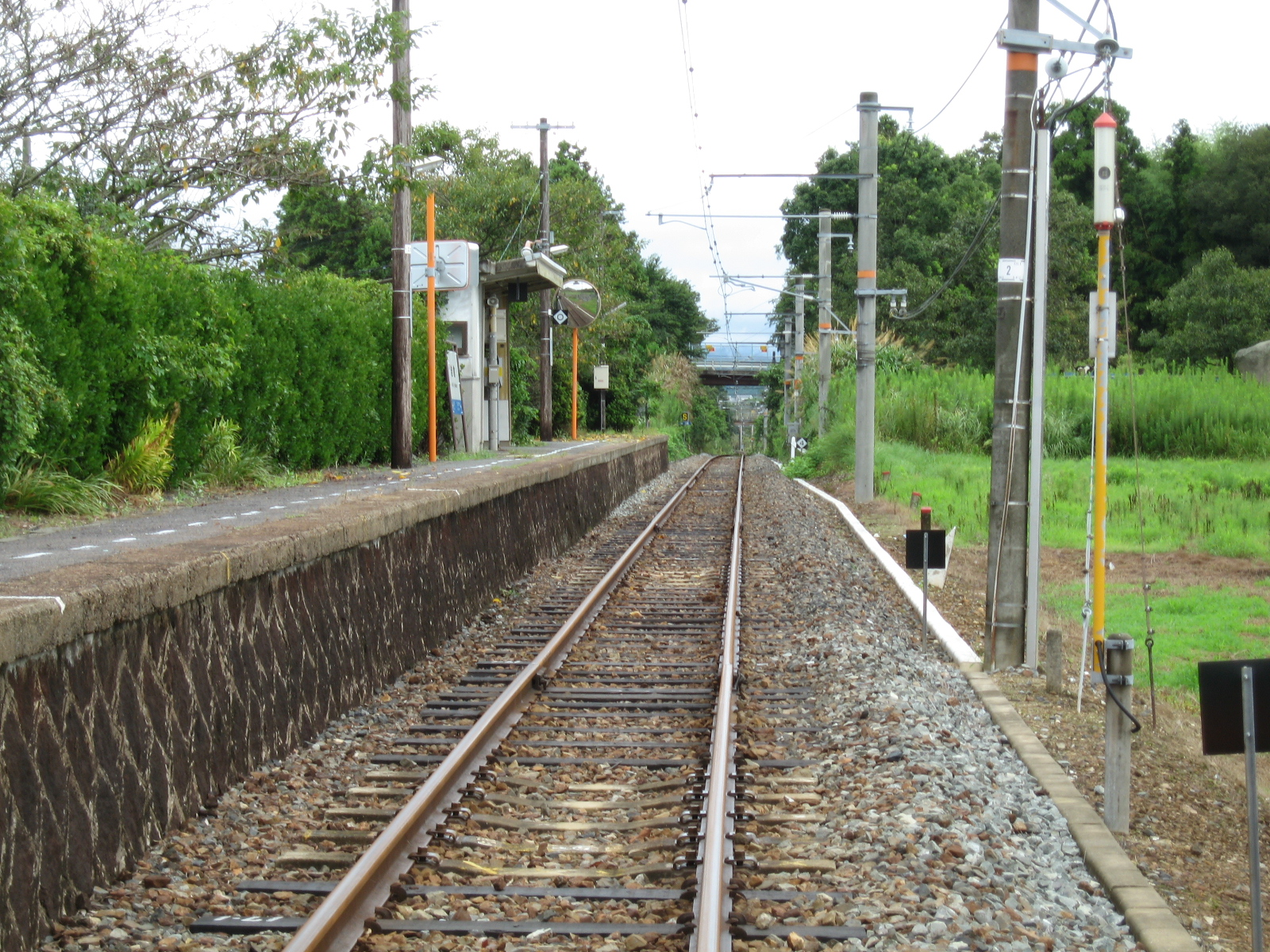
ホームの様子

岩倉駅（いわくらえき）は、山口県山口市阿知須にある、西日本旅客鉄道（JR西日本）宇部線の駅である。

## 歴史
- 1925年（大正14年）3月26日：宇部鉄道の小郡駅（現・新山口駅） - 本阿知須駅（現・阿知須駅）間延伸に伴い岩倉停留場が開設される[2]（位置は0.1km起点寄り）。
- 1943年（昭和18年）5月1日：宇部鉄道の国有化と同時に、岩倉停留場が廃止となる[2]。
- 1953年（昭和28年）8月15日：日本国有鉄道宇部線の駅として、岩倉駅が現在位置に開業する[2]。
- 1956年（昭和31年）：待合所を設置[1]。
- 1987年（昭和62年）4月1日：国鉄分割民営化により、西日本旅客鉄道の駅となる[2][3]。

## 駅構造
宇部新川方面に向かって右側に単式ホーム1面1線を持つ地上駅（停留所）である。無人駅であり、駅舎はなく、直接ホームに入る形になっている。

## 利用状況
山口県統計年鑑によると、1日の平均乗車人員は以下の通りである。
| 乗車人員推移 | 乗車人員推移 |
| 年度         | 1日平均人数  |
| ------------ | ------------ |
| 1999         | 61           |
| 2000         | 58           |
| 2001         | 55           |
| 2002         | 43           |
| 2003         | 40           |
| 2004         | 36           |
| 2005         | 33           |
| 2006         | 41           |
| 2007         | 42           |
| 2008         | 36           |
| 2009         | 32           |
| 2010         | 32           |
| 2011         | 44           |
| 2012         | 36           |
| 2013         | 34           |
| 2014         | 34           |
| 2015         | 37           |
| 2016         | 33           |
| 2017         | 30           |
| 2018         | 25           |
| 2019         | 21           |
| 2020         | 18           |
| 2021         | 23           |
| 2022         | 21           |

## 駅周辺
西方約2kmのところに山陽本線本由良駅がある。
- きらら浜
  - 山口県立きらら浜自然観察公園
  - 山口きらら博記念公園
- 国道190号
- 山口県道212号山口阿知須宇部線

## 隣の駅
西日本旅客鉄道
■宇部線
周防佐山駅 - 岩倉駅 - 阿知須駅